# Il mistero della mummia
Il mistero della mummia (The Curse of the Mummy's Tomb) è un film del 1964 diretto da Michael Carreras.

## Trama
Narra del ritorno alla vita di una mummia svegliatasi durante una spedizione archeologica, miete terrore e vittime.

## Home Video
Il film è stato distribuito su DVD dalla Sony Pictures Entertainment, contenente il trailer e un fascicolo scritto da Marcus Hearn come contenuti extra.
In Italia il film uscì nel 2007 e, poi, nel 2009 insieme al film Il mostro di Londra, in un cofanetto editato dalla Sony Pictures Entertainment ed intitolato "Hammer Films - Volume 1".